# 策肋定一世
教宗聖雷定一世（拉丁語：Sanctus Caelestinus PP. I；？—432年4月6日）原名不詳，於422年9月10日至432年7月27日為教宗。
雷定一世是一个罗马人，他可能是羅馬皇帝瓦伦提尼安三世的近亲。他的早年生活不明，他的父亲可能叫普利斯库斯。据称他曾在米兰与圣安波羅修生活过一段时间。最早可以考证的关于他的记载是416年教宗諾森一世提到他是一名司祭。
据传说一些礼拜仪式是他创立的，但是并没有说明哪些。431年他派代表参加将景教判为异端的以弗所公會議。四封他于431年3月15日因此写给非洲、伊利里亚、塞萨洛尼基和纳尔榜的主教的信件被保存下来了，不过是从希腊语翻译过来的，拉丁语原文失落了。
他热衷教条，積極打擊白拉奇主义。431年他派帕拉第阿斯赴爱尔兰任主教。后来聖博德继续了帕拉第阿斯的传教工作。他还打擊罗马市的诺洼天派，收押他们的主教，禁止他们的崇拜。他强烈反对对他的前任所制定的规则进行任何修改。罗马天主教会将他尊为圣人。
他于432年4月6日逝世，一开始他被葬在撒拉里亚大道上的圣普里西拉墓地上，后来他的遗体被改藏在圣普拉赛德教堂内。
在图像中雷定一世的代表往往为一只鸽子、一条龙和火焰。

## 譯名列表
- ：梵蒂冈广播电台[永久]作。
- ：香港天主教教區檔案　歷任教宗作。

| 天主教會職銜              | 天主教會職銜                             | 天主教會職銜            |
| ------------------------- | ---------------------------------------- | ----------------------- |
| 前任者： 教宗波尼法爵一世 | 罗马主教 教宗 422年9月10日－432年7月27日 | 繼任者： 教宗西斯笃三世 |

1. ↑  . Holy See.   [2019-09-09]. （原始内容存档于2019-09-09） （英语）.